# Поточелу
Поточелу (рум. Potocelu) — село у повіті Димбовіца в Румунії. Входить до складу комуни Лудешть.
Село розташоване на відстані 83 км на північний захід від Бухареста, 16 км на захід від Тирговіште, 129 км на північний схід від Крайови, 89 км на південь від Брашова.

## Населення
За даними перепису населення 2002 року у селі проживали 1062 особи. Рідною мовою 1060 осіб (99,8%) назвали румунську.
Національний склад населення села:
| Національність | Кількість осіб | Відсоток |
| -------------- | -------------- | -------- |
| румуни         | 594            | 55,9%    |
| цигани         | 463            | 43,6%    |